# Antti Loikkanen
Antti Loikkanen (né le 15 avril 1955 à Enonkoski) est un athlète finlandais, spécialiste du 1 500 mètres.

## Biographie
Crédité d'un temps de 3 min 38 s 31 en 1976, il participe aux Jeux olympiques de Montréal et est éliminé en séries du 1 500 mètres.
En 1978, il participe pour la première fois aux championnats d'Europe en salle. À Milan, il bat au sprint l'Allemand Thomas Wessinghage qui s'était relâché dans les derniers mètres. Les deux hommes, crédités de 3 min 38 s 2, sont départagés par les centièmes de seconde, avec 3 min 38 s 16 contre 3 min 38 s 23. Loikkanen participe en tout 6 fois à cette compétition, ramenant deux fois le bronze, en 1982 et 1983. La même année, il termine à la sixième place des championnats d'Europe en établissant un nouveau record personnel à 3 min 37 s 54.
Le 16 juin 1980 à Imatra, il est chronométré en 3 min 36 s 3, temps manuel. Cette performance devient le record de Finlande, aux côtés des 3 min 36 s 33 (temps électrique) de Pekka Vasala en 1972.

### Palmarès
| Date | Compétition                    | Lieu     | Résultat | Performance   |
| ---- | ------------------------------ | -------- | -------- | ------------- |
| 1978 | Championnats d'Europe en salle | Milan    | 1er      | 3 min 38 s 16 |
| 1978 | Championnats d'Europe          | Prague   | 5e       | 3 min 37 s 54 |
| 1979 | Championnats d'Europe en salle | Vienne   | 4e       | 3 min 44 s 7  |
| 1982 | Championnats d'Europe en salle | Milan    | 3e       | 3 min 39 s 62 |
| 1983 | Championnats d'Europe en salle | Budapest | 3e       | 3 min 41 s 31 |
| 1984 | Championnats d'Europe en salle | Göteborg | 4e       | 3 min 42 s 42 |
| 1985 | Championnats d'Europe en salle | Athènes  | 6e       | 3 min 41 s 19 |

#### National
- 1 titre aux 800 m (1979) et 1 en salle (1981)
- 1 titre aux 1 500 m (1980) et 2 en salle (1978, 1985)[4]

### Records
| Épreuve              | Performance        | Lieu   | Date         |
| -------------------- | ------------------ | ------ | ------------ |
| 1 500 mètres         | 3 min 36 s 3 (RN)  | Imatra | 16 juin 1980 |
| 1 500 mètres (salle) | 3 min 38 s 16 (RN) | Milan  | 12 mars 1978 |